# سوزان غيتيل كول
سوزان غيتيل كول، أستاذة فخرية في جامعة بافالو في قسم الكلاسيكيات. وهي معروفة بعملها على الدين اليوناني القديم والجنس.